# Hypena callilinea
Hypena callilinea là một loài bướm đêm trong họ Erebidae.